# Långgömming
Långgömming (Bombardia bombarda) är en svampart som först beskrevs av August Johann Georg Karl Batsch, och fick sitt nu gällande namn av Joseph Schröter 1893. Långgömming ingår i släktet Bombardia och familjen Lasiosphaeriaceae.  Arten är reproducerande i Sverige. Inga underarter finns listade i Catalogue of Life.